# Тымко, Александр Иванович
Александр Иванович Тымко (род. 20 января 1948) — советский военачальник, генерал-полковник, кандидат военных наук.  Начальник Главного штаба — первый заместитель директора Федеральной пограничной службы Российской Федерации (1992—1999). Исполняющий обязанности директора ФПС РФ — главнокомандующий Пограничных войск Российской Федерации (1997—1998).

## Биография
Родился 20 января 1948 года в селе Клочковка, Черниговской области Украинской ССР в крестьянской семье.
С 1966 по 1970 год обучался в Московском высшем пограничном командном училище КГБ при СМ СССР. С 1974 по 1977 год обучался в Военной академии имени М. В. Фрунзе. С 1986 по 1988 год обучался на основном факультете Военной ордена Ленина Краснознамённой ордена Суворова академии Генерального штаба Вооружённых Сил СССР имени К. Е. Ворошилова.
С 1970 года на военной службе в рядах Пограничных войск КГБ при СМ СССР в должностях: заместитель начальника по политической части и начальник заставы, начальник штаба пограничной комендатуры 131-го Ошского пограничного отряда в составе Восточного пограничного округа. С 1977 по 1985 год служил в составе Северо-Западного пограничного округа в должностях: начальник штаба — заместитель начальника 102-го Выборгского пограничного отряда, с 1982 по 1985 год — начальник 100-го Никельского пограничного отряда.
С 1985 по 1989 год служил в составе Среднеазиатского пограничного округа в должностях: начальник 81-го Термезского пограничного отряда, с 1988 по 1989 год — заместитель командующего этого пограничного округа. С 1990 по 1991 год — начальник штаба и заместитель командующего, с 1991 по 1992 год — командующий Закавказского пограничного округа в составе Комитета по охране государственной границы СССР. 
С 1992 по 1993 год — начальник штаба Пограничных войск Российской Федерации — первый заместитель командующего Пограничными войсками Российской Федерации, с 1993 по 1999 год — начальник Главного штаба и первый заместитель директора Федеральной пограничной службы Российской Федерации — главнокомандующего Пограничных войск Российской Федерации. С 19 декабря 1997 по 26 января 1998 года — исполняющий обязанности директора Федеральной пограничной службы Российской Федерации и главнокомандующий Пограничных войска Российской Федерации. 

## Награды
- Медаль «За отличие в охране государственной границы» (20 мая 1998, Белоруссия) — за активную помощь пограничным войскам Республики Беларусь в их работе по охране государственной границы[6]
- Почётная грамота Правительства Российской Федерации (19 января 1998) — за большой личный вклад в организацию охраны государственной границы Российской Федерации, многолетнюю добросовестную службу в пограничных войсках